# St. Andreas (Niederlern)

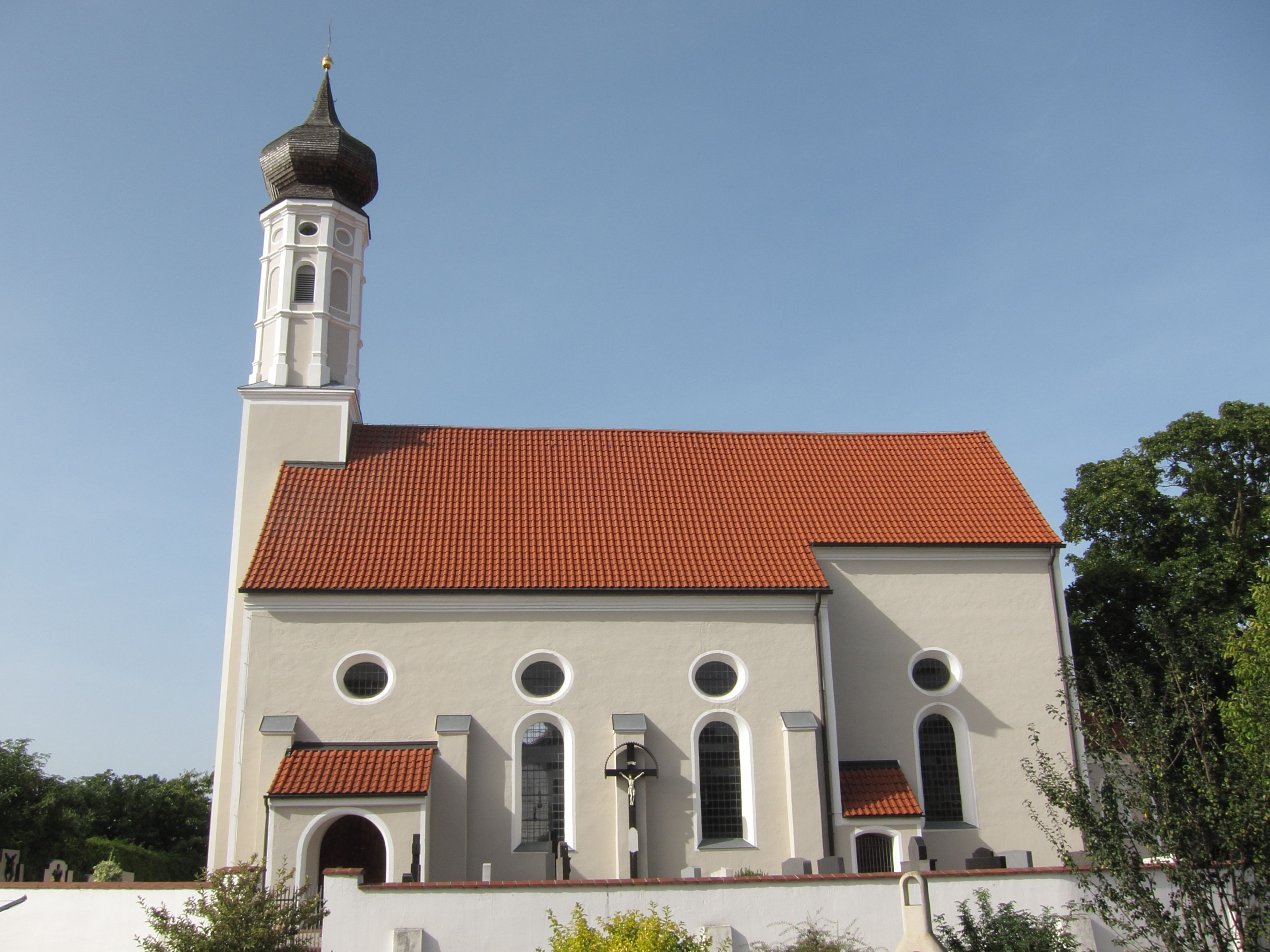
St. Andreas in Niederlern

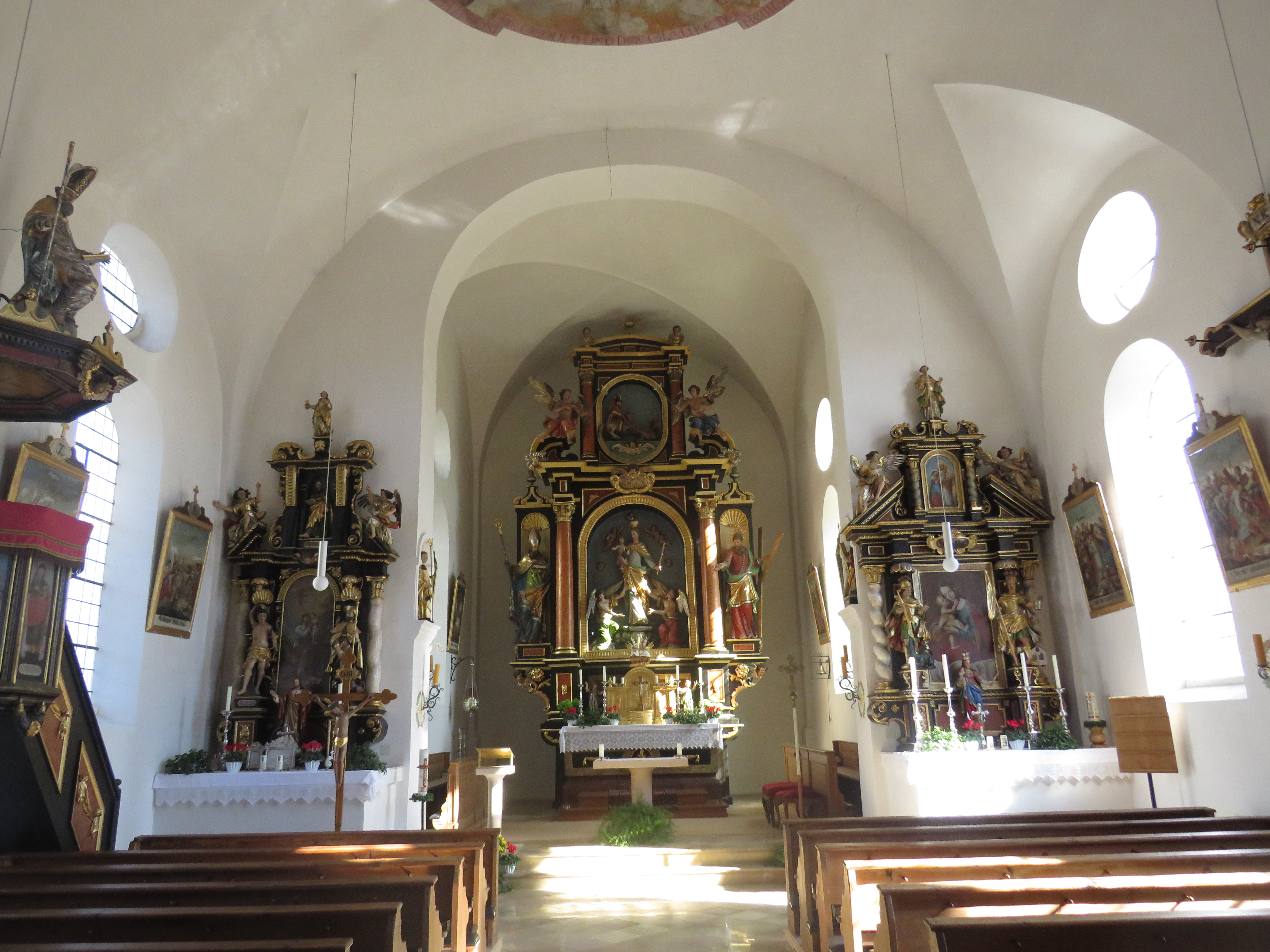
Innenraum

Die römisch-katholische Filialkirche St. Andreas steht in Niederlern, einem Gemeindeteil von Berglern im oberbayerischen Landkreis Erding. Sie ist in der Liste der Baudenkmäler in Berglern als Baudenkmal unter der Nr. D-1-77-112-8 eingetragen. Die Kirche gehört zum Dekanat Erding im Erzbistum München und Freising.

## Beschreibung
Die barocke Saalkirche wurde 1678 nach einem Entwurf von Hans Kogler auf den Grundmauern des mittelalterlichen Vorgängerbaus errichtet. Sie besteht aus dem von Strebepfeilern gestützten Langhaus, dem eingezogenen Chor mit der östlich angebauten Sakristei im Osten und dem mit einer Zwiebelhaube bedeckten Fassadenturm auf quadratischem Grundriss im Westen, dessen Obergeschosse mit Pilastern an den acht Ecken gegliedert sind. 
Der Innenraum des Langhauses ist mit einem Stichkappengewölbe überspannt, der des Chors mit einem Kreuzgratgewölbe. Die von Assistenzfiguren umgebenen barocken Seitenaltäre wurden um 1660/70 aufgestellt, der von den Skulpturen des Ulrich von Augsburg und des Apostel Andreas flankierte Hochaltar um 1690. Auf der Brüstung der um 1690 aufgestellten Kanzel sind die vier Evangelisten dargestellt.